# Opération Wigwam
L'opération Wigwam est le nom donné à un essai atomique sous-marin exécuté par les États-Unis le 14 mai 1955. Elle suit l'opération Teapot et précède Project 56.
L'essai sert à déterminer :
1. la vulnérabilité des sous-marins soumis à une explosion nucléaire sous-marine à grande profondeur ;
2. l'utilité de telles armes dans une situation de combat.

Le responsable du task force, l'amiral John Sylvester, est à bord du vaisseau-amiral de l'opération, le USS Mount McKinley (AGC-7). L'engin explosif est descendu à une profondeur de 660 mètres sous une barge. Un câble de remorquage de six miles la relie au USS Tawasa (AT-92). D'autres barges, aussi attachées au câble, laissent descendre trois sous-marins miniatures téléguidés surnommés « Squaws », chacun rempli d'instruments de mesure (caméras et télémétrie).
Lorsque la bombe atomique Mark 90 (en) (Betty) explose à 13 h (PST) à environ cinq cents miles au sud-ouest de San Diego, Californie, 6 800 personnes naviguent à bord de trente navires dans les parages. Aucun incident notable n'est rapporté, et les doses de radiations sont considérées comme minimes. Seulement trois personnes ont reçu des doses supérieures à 0,5 rems.
Les instruments devant mesurer la bulle sous-marine ne sont pas fonctionnels au moment de l'explosion, mais en s'appuyant sur les autres mesures, il est calculé que le rayon maximal de la bulle est de 376 pieds (soit un peu moins de 115 m) et sa période de pulsation est d'environ 2,83 secondes.

## Essais
| Nom    | Date        | Lieu                                            | Puissance explosive | Remarques                                  |
| ------ | ----------- | ----------------------------------------------- | ------------------- | ------------------------------------------ |
| Wigwam | 14 mai 1955 | 500 miles au sud-ouest de San Diego, Californie | 30 kt               | Explosion sous-marine à grande profondeur. |